# Vismijn (Zeebrugge)

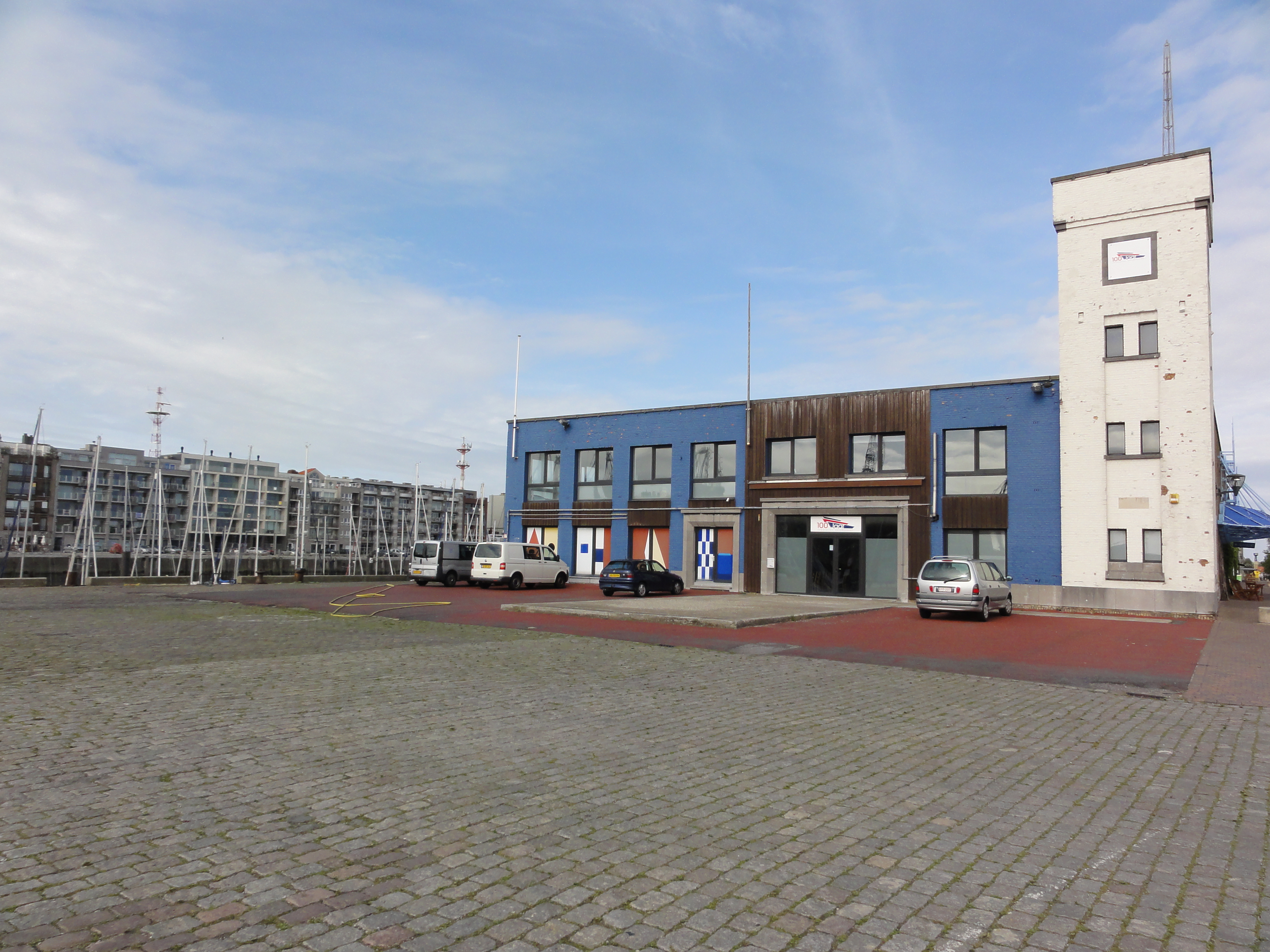
Vismijn

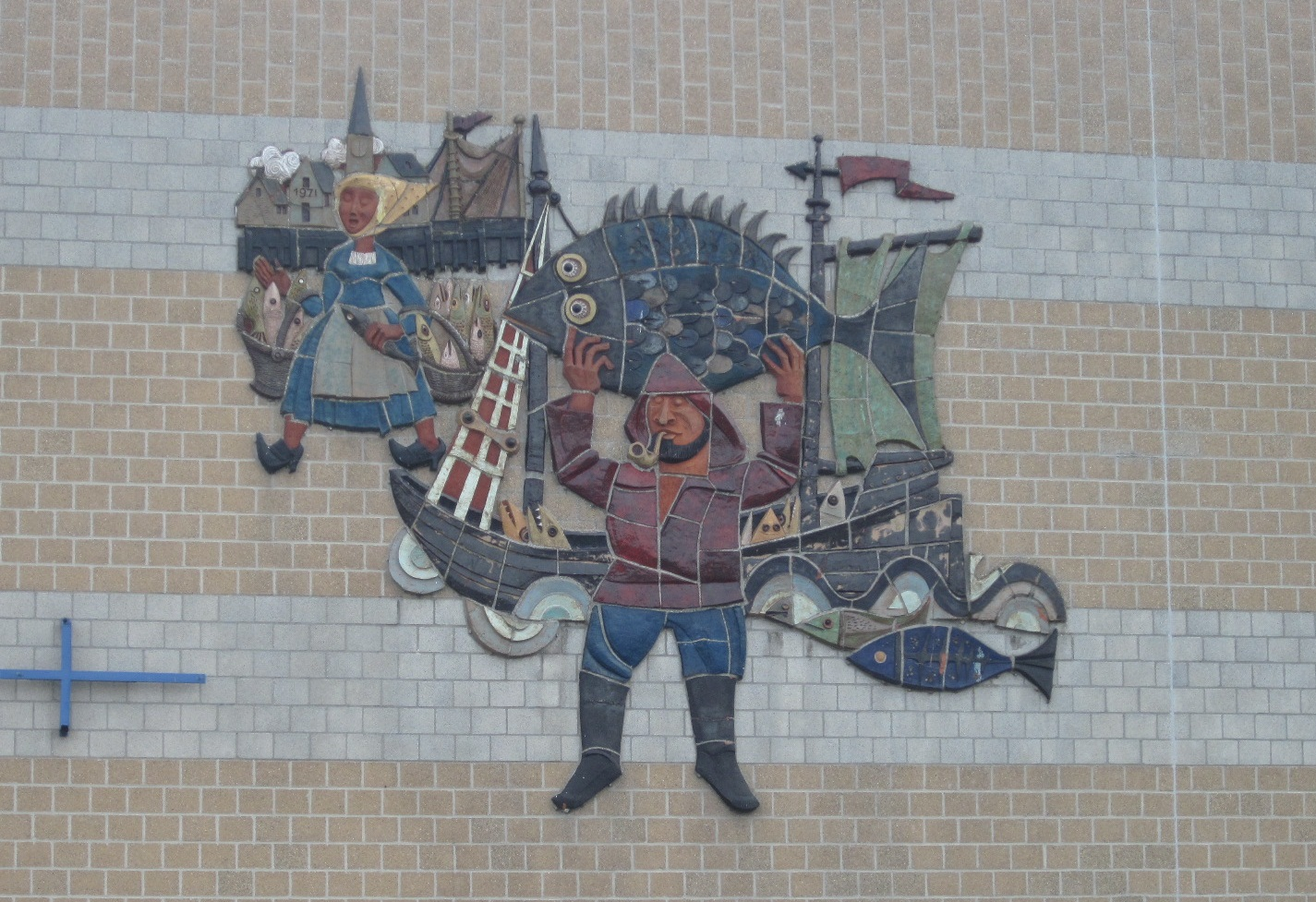
Reliëf

De Vismijn is een visveiling in de West-Vlaamse plaats Zeebrugge.
De eerste vismijn werd gebouwd in 1923, langs de Tijdokstraat. In 1934 werd het Tijdok uitgebreid en verhuisde de vismijn naar een groter gebouw aan de tegenwoordige Vismijnstraat. In 1943 werd de vismijn door de Duitse bezetter gesloopt. Vis werd voortaan verkocht in barakken op de Rederskaai. In 1948 werd een nieuwe vismijn gebouwd op de locatie van de vorige. Het was een groot complex van 180 bij 29 meter. In de jaren '60 van de 20e eeuw werd deze mijn nog uitgebreid met bijgebouwen tot een oppervlak van 280 bij 34 meter. Het jongste gebouw is van 1971 en bevat een reliëf dat op de visserij betrekking heeft.
In 1993 werd een nieuwe vismijn gebouwd aan de Noordzeestraat, de European Fish Center genaamd. Naast de visafslag werden hier ook visverwerkende bedrijven gegroepeerd. In 2010 werd ook de vismijn te Oostende overgenomen. De oude vismijn werd afgestoten. Het leegstaande complex zorgde voor achteruitgang van de omgeving, maar werd opgewaardeerd en kreeg een museumfunctie, daar het werd geïntegreerd in het themapark Seafront.